# Sjeptytskyj
Sjeptytskyj (ukrainsk: Шептицький), tidligere Tjervonohrad (Червоноград), polsk navn: Krystynopol (ukrainsk: Кристинопіль, tr. Krystynopil; tysk: Krisnipolye), er en mineby i det vestlige Ukraine. Byen har en befolkning på omkring 64.297 (2022) indbyggere.
Byen er sæde for administrationen af Tjervonohrad hromada, en af Ukraines hromadaer (kommune) og hovedby i Tjervonohrad rajon i Lviv oblast. Tjervonohrad ligger ca. 62 km nord for Lviv, 7 km fra Sokal, 28 km nordøst for byen Voroniv.

## Historie
Byen var en del af Det polske kongerige i Den polsk-litauiske realunion siden grundlæggelsen i 1692 og indtil 1772, hvor den blev indlemmet i Habsburgske Rige. I mellemkrigstiden tilhørte den Den anden polske republik og var mellem 1945 og 1951 en del af Folkerepublikken Polen. Den overgik fra Polen til Ukrainske SSR efter territorialudveksling i 1951 og fik sit navn ændret til Tjervonohrad.